# Claudiomiro
Claudiomiro Estrais Ferreira, conocido deportivamente como Claudiomiro, (Porto Alegre, 3 de abril de 1950 - Canoas, 24 de agosto de 2018) fue futbolista brasileño, que jugaba de delantero y que militó mayoritariamente, en diversos clubes de Brasil.
Claudiomiro marcó el primer gol del Estadio Beira-Rio el 6 de abril de 1969. Ganó el Campeonato Gaúcho en seis ocasiones con el Internacional.
Con la Selección de fútbol de Brasil, disputó 6 partidos internacionales y anotó solo 1 gol en 1971. 

## Clubes
| Club          | País   | Año       |
| ------------- | ------ | --------- |
| Internacional | Brasil | 1967—1974 |
| Botafogo      | Brasil | 1976—1977 |
| Caxias        | Brasil | 1977—1978 |
| Internacional | Brasil | 1979      |
| Novo Hamburgo | Brasil | 1979      |

## Palmarés
Como futbolista
| Título            | Club          | Año  |
| ----------------- | ------------- | ---- |
| Campeonato Gaúcho | Internacional | 1969 |
| Campeonato Gaúcho | Internacional | 1970 |
| Campeonato Gaúcho | Internacional | 1971 |
| Campeonato Gaúcho | Internacional | 1972 |
| Campeonato Gaúcho | Internacional | 1973 |
| Campeonato Gaúcho | Internacional | 1974 |